# Добродеевка
Добродеевка — село в Злынковском районе Брянской области, в составе Вышковского городского поселения. 
 Расположено в 9 км к северо-западу от Злынки, в 2 км к западу от железнодорожной станции Злынка, на левом берегу Ипути, у границы с Белоруссией. Население — 429 человек (2010).
Имеется отделение почтовой связи, сельская библиотека, православный храм.

## История
Основана в первой половине XVIII века К. Коншицем, названа по фамилии бывшего землевладельца Добродея. До 1742 — ранговое владение стародубских полковников, позднее в частном владении Коншица, Лысенко, Немировича-Данченко, Румянцева и других помещиков.
Храм Петра и Павла упоминается со второй половины XVIII века; нынешнее деревянное строение возведено в 1851 году.
До 1781 года входило в Топальскую сотню Стародубского полка; затем в Новоместском, Новозыбковском (с 1809) уезде (с 1861 года — в составе Денисковичской волости, с 1923 в Злынковской волости). С конца XIX века работала земская школа.
В 1929—1939 гг. — в Новозыбковском районе, затем в Злынковском, при временном упразднении которого (1959—1988) — вновь в Новозыбковском. С 1919 по 2005 год являлось центром Добродеевского сельсовета (в его состав до 1999 года также входили посёлки Саньково и Медвежье, располагавшиеся анклавом на территории Белоруссии).

## Население
| Годы      | 1866 | 1892 | 1901 | 1926 | 1979 | 1989 | 2002 | 2010 |
| --------- | ---- | ---- | ---- | ---- | ---- | ---- | ---- | ---- |
| Население | 630  | 1214 | 1264 | 800  | 753  | 733  | 489  | 429  |

| 2010 | 2013 |
| ---- | ---- |
| 451  | ↘440 |